# Propolydesmus laevidentatus
Propolydesmus laevidentatus är en mångfotingart som först beskrevs av Imre Loksa 1967.  Propolydesmus laevidentatus ingår i släktet Propolydesmus och familjen plattdubbelfotingar. Inga underarter finns listade i Catalogue of Life.